# Palicourea quadrilateralis
Palicourea quadrilateralis är en måreväxtart som beskrevs av Charlotte M. Taylor. Palicourea quadrilateralis ingår i släktet Palicourea och familjen måreväxter. Inga underarter finns listade i Catalogue of Life.